# Ратуша Кишинева
Ратуша Кишинева (рум. Clădirea primăriei municipiului Chișinău) — резиденція муніципальної влади Кишинева, розташована на бульварі Стефана Великого. Будівлю внесено до Реєстру історичних та архітектурних пам'яток Молдови.

## Історія
Наприкінці XIX століття міський голова Кишинева Карл Шмідт виступив з ініціативою звести нову будівлю Міської думи на ділянці землі головного бульвару міста, яку раніше займав склад пожежної частини. Проєктування будівлі доручили міському архітектору Митрофану Елладі у співпраці з Олександром Бернардацці. Будівлю відкрито 1901 року, після трьох років будівельних робіт. Будівля стала резиденцією муніципальної влади в грудні 1917 року, в ній проходила конференція більшовиків Румунського фронту.
1941 року Робітничо-селянська Червона армія залишала Кишинів і ратушу було підірвано. Після введення румунських військ у місто ратушу відновили (роботи закінчено 1944 року), але через бомбардування Кишинева під час Яссько-Кишинівської операції у серпні 1944 року її знову перетворено на руїни. Реконструкцією будівлі за фотографіями в 1946—1948 роках керував Роберт Курц. Від 1951 року в будівлі знову розміщувалися органи влади Кишинева — мер (примар) та міська рада.
Від 1951 року ратушу в Кишиневі не реставрували і її технічний стан поступово погіршувався. Причиною відмови від ремонту стала нестача коштів. Лише на початку 2018 року примар Кишинева Сільвія Раду повідомила, що планується відремонтувати фасад будівлі.

## Архітектура
Будівлю зведено в стилі еклектики з явними елементами тосканської готики та ренесансу в зовнішньому оздобленні. Займає земельну ділянку між бульваром Стефана Великого та вулиці Влайку Пиркелаба. Головний вхід у ратушу — через розташований у кутку будівлі ризаліт, увінчаний вежею з годинником; над входом є балкон. У ратуші є внутрішній двір. Від моменту відкриття будівлі на першому поверсі ратуші розташовувалися магазини, на другому — офіси, приймальня та кабінети чиновників.